# Landskabs- og Landbruksmuseet
Landskabs- og Landbruksmuseet i Mosbjerg är ett danskt friluftsmuseum i Nordjylland.
Landskabs- og Landbruksmuseet är en avdelning av Vendsyssel Historiske Museum och omfattar de två lantbruksegendomarna Bjørnager och Højen strax utanför Mosbjerg, nordost om Sindal i Hjørrings kommun.

## Højen
På Højen presenteras områdets natur- och kulturhistoria i en informationsutställning. Ladan är inredd till aktivitets- och möteslokaler.
Refsnæs gård är en jordbruksegendom från Refnæs vid Vrå, som uppfördes 1899 av timmermannen Jens Anton Hansen, ursprungligen som en verkstad i tre arbetsrum mellan djurstall och bostadshus. Bondgården revs 1977, och 1982 rekonstruerades den av museet på Højen, som idag driver den som ett levande museum, med marker på fem tunnland och husdjur av lantras, som i tiden omkring 1915. 

## Bjørnager
I stallet och i ladan på gården Bjørnager finns en utställning av jordbruksmaskiner och -redskap från 1880 till omkring 1950.